# Team Polti
Axel Merckx, com o maillot da equipa
A Team Polti foi um equipa ciclista profissional italiana dirigida por Giuanluigi Stanga.
A equipa surgiu para a temporada de 1983. Em 1994 chegou como novo patrocinador principal Polti, até então copatrocinador da Lampre. A última temporada da equipa foi a de 2000.

## Corredor melhor classificado nas Grandes Voltas
| Ano  | Giro d'Italia                | Tour de France          | Volta a Espanha        |
| ---- | ---------------------------- | ----------------------- | ---------------------- |
| 1983 | 48.º Giacinto Santambrogio   | -                       | -                      |
| 1984 | 14.º Alfredo Chinetti        | -                       | -                      |
| 1985 | 6.º Gianbattista Baronchelli | -                       | 54.º Claudio Corti     |
| 1986 | 3.º Francesco Moser          | -                       | -                      |
| 1987 | 32.º Franco Vona             | 14.º Gerhard Zadrobilek | -                      |
| 1988 | 15.º Franco Vona             | 62.º Gianni Bugno       | -                      |
| 1989 | 17.º Franco Vona             | 11.º Gianni Bugno       | -                      |
| 1990 | 1.º Gianni Bugno             | 7.º Gianni Bugno        | 16.º Tony Rominger     |
| 1991 | 4.º Gianni Bugno             | 2.º Gianni Bugno        | 18.º Marco Giovannetti |
| 1992 | 4.º Marco Giovannetti        | 3.º Gianni Bugno        | 4.º Marco Giovannetti  |
| 1993 | 18.º Gianni Bugno            | 20.º Gianni Bugno       | -                      |
| 1994 | 8.º Gianni Bugno             | 15.º Oscar Pelliccioli  | -                      |
| 1995 | 9.º Georg Totschnig          | 32.º Oscar Pelliccioli  | 6.º Roberto Pistore    |
| 1996 | 6.º Davide Rebellin          | 6.º Luc Leblanc         | 6.º Georg Totschnig    |
| 1997 | 3.º Giuseppe Guerini         | 53.º Giuseppe Guerini   | -                      |
| 1998 | 3.º Giuseppe Guerini         | 10.º Axel Merckx        | 21.º Mirco Gualdi      |
| 1999 | 1.º Ivan Gotti               | 8.º Richard Virenque    | 51.º Stefano Cattai    |
| 2000 | 19.º Ivan Gotti              | 6.º Richard Virenque    | 16.º Richard Virenque  |

## Material ciclista
A equipa utilizou as seguintes marcas de bicicletas ao longo da sua história:
- Wilier Triestina (1983-1984)
- Allegro (1985)
- Moser (1986-1991)
- Bianchi (1992-1993)
- Fausto Coppi (1994-2000)

## Principais corredores
| - Laurent Fignon (1992-1993) - Djamolidine Abdoujaparov (1994) - Gianni Bugno (1994) - Mirko Celestino (1996-2000) - Mauro Gianetti (1995-1996) - Ivan Gotti (1994 ; 1999) - Giuseppe Guerini (1996-1998) - Fabrizio Guidi (1998-1999) - Pascal Hervé (2000) - Jorg Jaksche (1997-1998) - Luc Leblanc (1995-1998) - Giovanni Lombardi (1995-1996) | - Silvio Martinello (1998-2000) - Eddy Mazzoleni (2000) - Axel Merckx (1997-1998) - Serguei Outschakov (1994-1997) - Oscar Pelliccioli (1994-1995 ; 1999-2000) - Andrea Peron (1994) - Ivan Quaranta (1996-1997) - Davide Rebellin (1996 ; 1998-1999) - Fabio Sacchi (1997-2000) - Georg Totschnig (1994-1996) - Richard Virenque (1999-2000) |

## Principais Vitórias
Clássicas
- Volta à Flandres : 1994 (Gianni Bugno)
- Amstel Gold Race : 1995 (Mauro Gianetti)
- Liège-Bastogne-Liège : 1995 (Mauro Gianetti)
- Scheldeprijs Vlaanderen : 1995 (Rossano Brasi)
- HEW Cyclassics : 1996 (Rossano Brasi) e 1999 (Mirko Celestino)
- Giro de Lombardia : 1999 (Mirko Celestino)

Carreiras por etapas
- Tour de France
  - 7 participações
  - 5 vitórias de etapas :

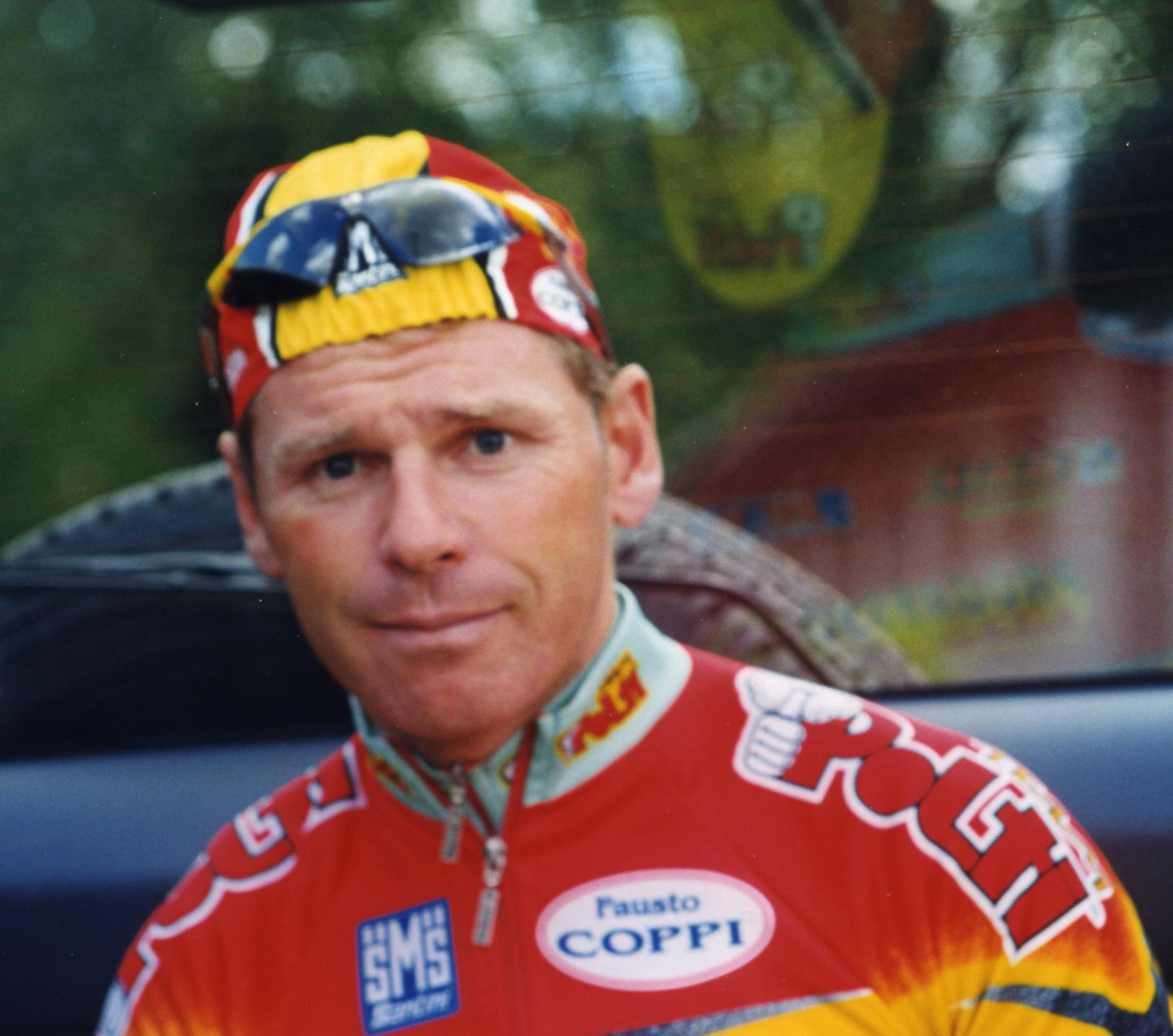
Pascal Hervé com o maillot da equipa no ano 2000

    - 2 em 1994 : Djamolidine Abdoujaparov (2)
    - 1 em 1995 : Serguei Outschakov
    - 1 em 1996 : Luc Leblanc
    - 1 em 2000 : Richard Virenque

  -  1 vitória na classificação de melhor escalador: Richard Virenque (1999)
  -  1 vitória na classificação por pontos: Djamolidine Abdoujaparov (1994)
- Giro d'Italia
  - 7 participações
  -  1 vitória final : Ivan Gotti (1999)
  - 12 vitórias de etapa :
    - 2 em 1994 : Djamolidine Abdoujaparov e Gianni Bugno
    - 2 em 1995 : Giovanni Lombardi e Serguei Outschakov
    - 3 em 1996 : Giovanni Lombardi, Serguei Outschakov e Davide Rebellin
    - 1 em 1997 : Mirko Gualdi
    - 1 em 1998 : Giuseppe Guerini
    - 2 em 1999 : Richard Virenque e Fabrizio Guidi
    - 1 em 2000 : Enrico Cassani

  -  1 vitória na classificação por pontos: Djamolidine Abdoujaparov (1994)
  -  2 vitórias da classificação do Intergiro : Djamolidine Abdoujaparov (1994), Fabrizio Guidi (1999)

Campeonatos nacionais
- Campeonato da Alemanha de Ciclismo em Estrada: 1994 (Dirk Baldinger)
- Campeonato da Áustria de Ciclismo Contrarrelógio: 1996 (Georg Totschnig)

## Classificação  UCI
| Ano  | Pos. | Melhor classificação individual |
| ---- | ---- | ------------------------------- |
| 1995 | 8º   | Mauro Gianetti (21º)            |
| 1996 | 6º   | Davide Rebellin (12º)           |
| 1997 | 20º  | Luc Leblanc (57º)               |
| 1998 | 5º   | Davide Rebellin (8º)            |
| 1999 | 4º   | Davide Rebellin (5º)            |
| 2000 | 20º  | Richard Virenque (58º)          |